# François Bolifraud
Pour les articles homonymes, voir Bolifraud.
François Bolifraud, né le 5 février 1917 à Paris et mort pour la France le 11 juin 1942 à Bir Hakeim, est un militaire français, Compagnon de la Libération.
Chasseur alpins engagé dans la campagne de Norvège en 1940, il rejoint ensuite les forces françaises libres et passe à la Légion étrangère avec laquelle il participe à la bataille de Bir Hakeim où il trouve la mort.

## Biographie

### Jeunesse et engagement
François Bolifraud naît le 5 février 1917 à Paris. Il est le fils de Gabriel Bolifraud (1886-1952), conseiller à la Cour des comptes, sénateur, et d'Amélie Mahey (1889-1979), artiste-peintre.
Il réussit son baccalauréat dès l'âge de 16 ans et entre à l'Université Grenoble-Alpes où il obtient trois ans plus tard une licence de droit. Il devance son appel à 19 ans et devient élève officier de réserve. Après un stage de six mois à Saint-Maixent-l'École, il sort sous-lieutenant de réserve au 6e bataillon de chasseurs alpins de Grenoble.

### Seconde Guerre mondiale
François Bolifraud est mobilisé dès la déclaration de guerre comme lieutenant au 12e bataillon de chasseurs alpins. Intégré au Corps expéditionnaire français en Scandinavie, il participe à la campagne de Norvège d'avril à juin 1940 et combat à la bataille de Narvik. Il est de retour en France avec le corps expéditionnaire le 16 juin à Lorient mais, devant l'avancée des troupes allemandes, rembarque presque aussitôt à destination de l'Angleterre où il fait partie des tout premiers hommes à s'engager dans les forces françaises libres. Les Chasseurs alpins issus des unités ayant combattu en Norvège forment le bataillon de chasseurs de Camberley auquel François Bolifraud est affecté comme instructeur. Il part ensuite pour l'Afrique et est blessé au large de Freetown lors du torpillage de son bateau.

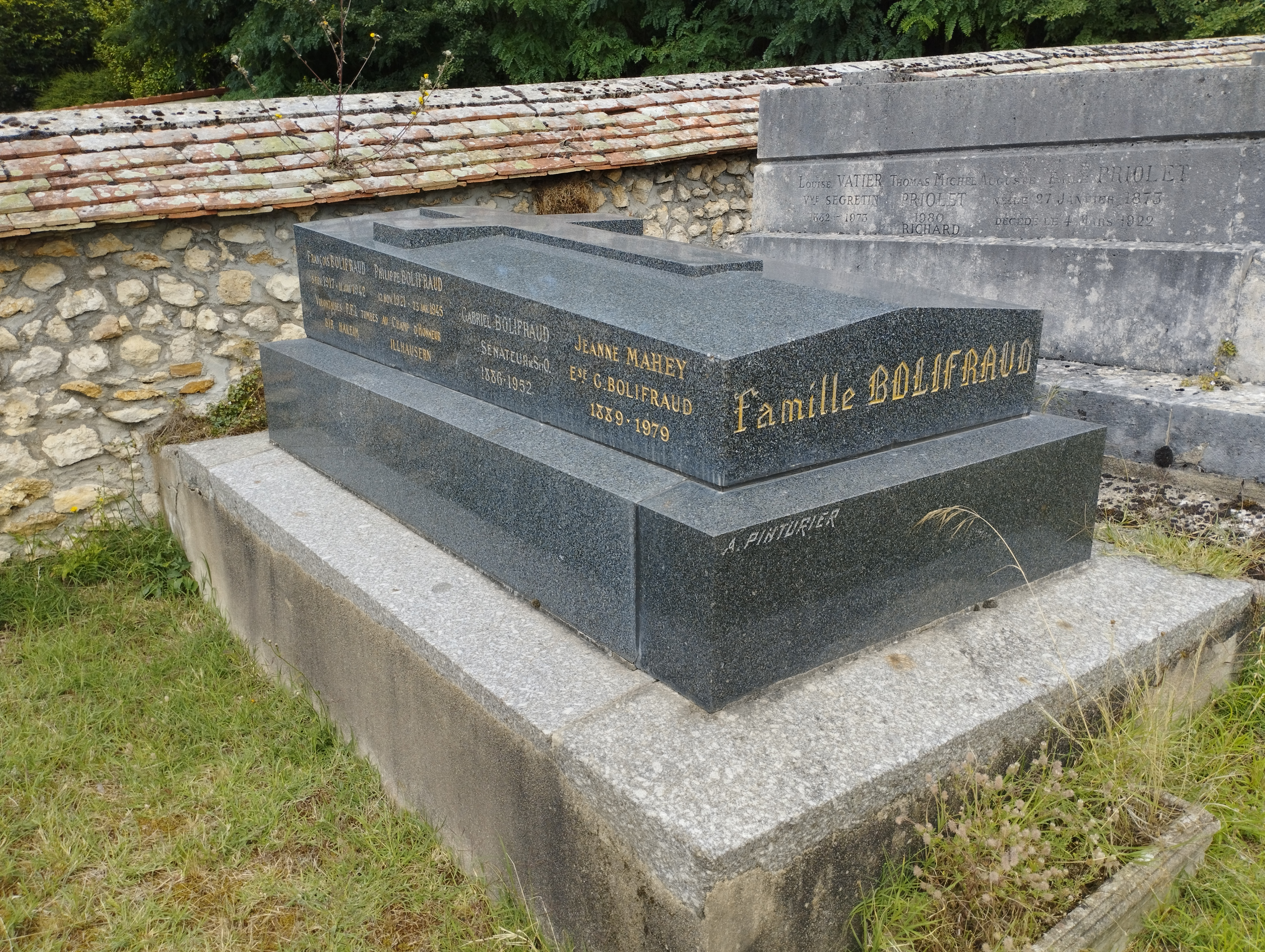
Tombe de François et Gabriel Bolifraud au cimetière de Chamarande.

Affecté au 2e bataillon de la 13e demi-brigade de Légion étrangère, il est engagé dans la guerre du désert en Libye. Il se distingue lors de la bataille de Bir Hakeim en parvenant en pleine nuit à escorter un convoi de ravitaillement jusqu'à la position française encerclée. Dans la nuit du 10 au 11 juin 1942, lors de l'évacuation générale du poste de Bir-Hakeim, François Bolifraud est tué. Retrouvé plusieurs mois plus tard, son corps est d'abord inhumé au cimetière militaire de Bir-Hakeim avant d'être transféré à Chamarande dans l'Essonne,,.
Le 7 août 1943 à Casablanca, le général de Gaulle remet la Croix de la Libération de François Bolifraud à la mère de celui-ci.
Son frère, Philippe Bolifraud, né en 1922, sous-lieutenant à la Légion, est tué pendant la bataille d'Alsace, le 23 janvier 1945.

## Décorations
|  |  |  |

| Chevalier de la Légion d'honneur | Chevalier de la Légion d'honneur | Compagnon de la Libération | Compagnon de la Libération | Croix de guerre 1939-1945 | Croix de guerre 1939-1945 |